# Jon Landau (filmproducent)
Jon Landau, född 23 juli 1960 i New York, död 5 juli 2024 i Los Angeles, var en amerikansk filmproducent.

## Filmografi (i urval)
- 1987 – Campus Man (producent)
- 1989 – Älskling, jag krympte barnen (medproducent)
- 1990 – Dick Tracy (medproducent)
- 1997 – Titanic (producent)
- 2002 – Solaris (producent)
- 2009 – Avatar (producent)
- 2019 – Alita: Battle Angel (producent)
- 2022 – Avatar: The Way of Water (producent)